# Шульгинский Выселок
Шульгинский Выселок — нежилая деревня в Шенкурском районе Архангельской области. Входит в состав муниципального образования «Никольское».

## География
Деревня расположена в южной части Архангельской области, в таёжной зоне, в пределах северной части Русской равнины, в 8,1 километрах на юго-запад от города Шенкурска. Ближайшие населённые пункты: на юго-востоке деревня Шульгинская, на юге деревня Выселок Фрушинский. Через деревню проходит автомобильная дорога федерального значения М8 «Холмогоры». 
Часовой пояс
Шульгинский Выселок, как и вся Архангельская область, находится в часовой зоне МСК (московское время). Смещение применяемого времени относительно UTC составляет +3:00.

## Население
| 2002 | 2010 | 2012 |
| ---- | ---- | ---- |
| 0    | ↗2   | ↘0   |

## История
В «Списке населенных мест Архангельской губернии к 1905 году» выселок Выставка(изъ дер. Шульинской высел.) насчитывает 7 дворов, 23 мужчины и 26 женщин. В административном отношении деревня входила в состав Федоровского сельского общества Великониколаевской волости.
На 1 мая 1922 года в поселении 13 дворов, 27 мужчин и 32 женщины.